# Comuna Nerubaiske, Odesa
Nerubaiske (în ucraineană Нерубайське) este o comună în raionul Odesa, regiunea Odesa, Ucraina, formată din satele Nerubaiske (reședința), Holodna Balka și Velîka Balka.

## Demografie
Componența lingvistică a comunei Nerubaiske
     Ucraineană (78,86%)
     Rusă (17%)
     Romani (2,63%)
     Alte limbi (1,06%)
Conform recensământului din 2001, majoritatea populației comunei Nerubaiske era vorbitoare de ucraineană (78,86%), existând în minoritate și vorbitori de rusă (17%) și romani (2,63%).